# René-Pierre Choudieu

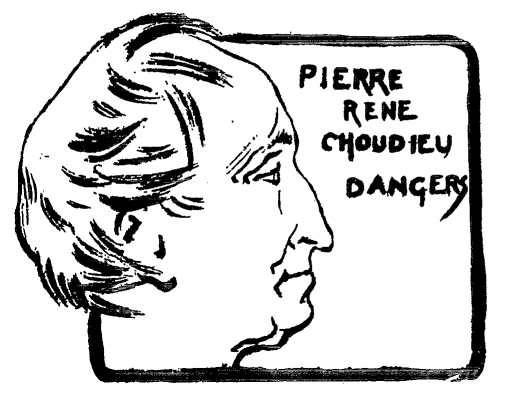
René-Pierre Choudieu

René-Pierre Chaudieu (Angers, 20 de septiembre de 1761 - París, 9 de diciembre de 1838) fue un político francés, que tuvo su actividad más notoria en el periodo de la Revolución francesa.
Miembro de la Asamblea Legislativa y de la Convención, votó a favor de la ejecución del rey Luis XVI, contribuyó a la caída de los Girondinos. Fue comisionado en Vendée durante la insurrección contrarrevolucionaria y en el Ejército del Norte. Implicado en la insurrección del 12 Germinal año III, fue recluido en el fuerte de Ham.
Proscrito bajo el Consulado por haber sido encausado en el atentado de la calle Saint-Nicaise, se refugió en los Países Bajos y sólo regresó con el Imperio francés. Desterrado en 1816 por regicida, se instaló en Bélgica.
- Datos: Q1405577
- Multimedia: René-Pierre Choudieu / Q1405577